# Colibri de Geoffroy
Schistes geoffroyi
Espèce
Statut de conservation UICN

 LC  : Préoccupation mineure
Statut CITES
Le Colibri de Geoffroy (Schistes geoffroyi) est une espèce de colibris de la sous-famille des Polytminae.

## Distribution
Le Colibri de Geoffroy est présent au Venezuela, en Colombie, en Équateur, au Pérou et en Bolivie.

Carte de répartition de l'espèce

## Référence
(en) « Neotropical Birds Online », Cornell Lab of Ornithology, 21 octobre 2011